# Emilio López
Emilio López Enriquez, detto Cácaro (San Luis Potosí, 23 agosto 1923 – ...), è stato un cestista messicano.

## Carriera
Con il Messico ha disputato le Olimpiadi del 1948 e del 1952.